# Papallones (Pous i Pagès)
Papallones és una comèdia en tres actes, original de Josep Pous i Pagès, estrenada al teatre Romea de Barcelona, la vetlla del 18 de gener del 1919.
L'acció passa en un indret fictici: a la Torre Blanca, magnífica finca senyorial dels marquesos de Bianya, als afores de Vilaclara.

## Repartiment de l'estrena
- Marcela Fontcoberta: Elvira Fremont.
- Senyora Verònica: Maria Àngela Guart.
- Neus: Elena Vivó.
- Don Xavier d'Ordal, marquès de Bianya: Enric Giménez.
- Eugeni d'Ordal: Josep Bruguera.
- Senyor Felip Ballester: Domènec Aymerich.
- En Serafí: Miquel Sirvent.
- Direcció escènica: Enric Giménez.